# Carlo Gallozzi
Carlo Gallozzi (Santa Maria Capua Vetere, 26 marzo 1820 – Napoli, 11 febbraio 1903) è stato un politico e medico italiano.
Fu senatore del Regno d'Italia nella XVII legislatura.